# 哈加公園

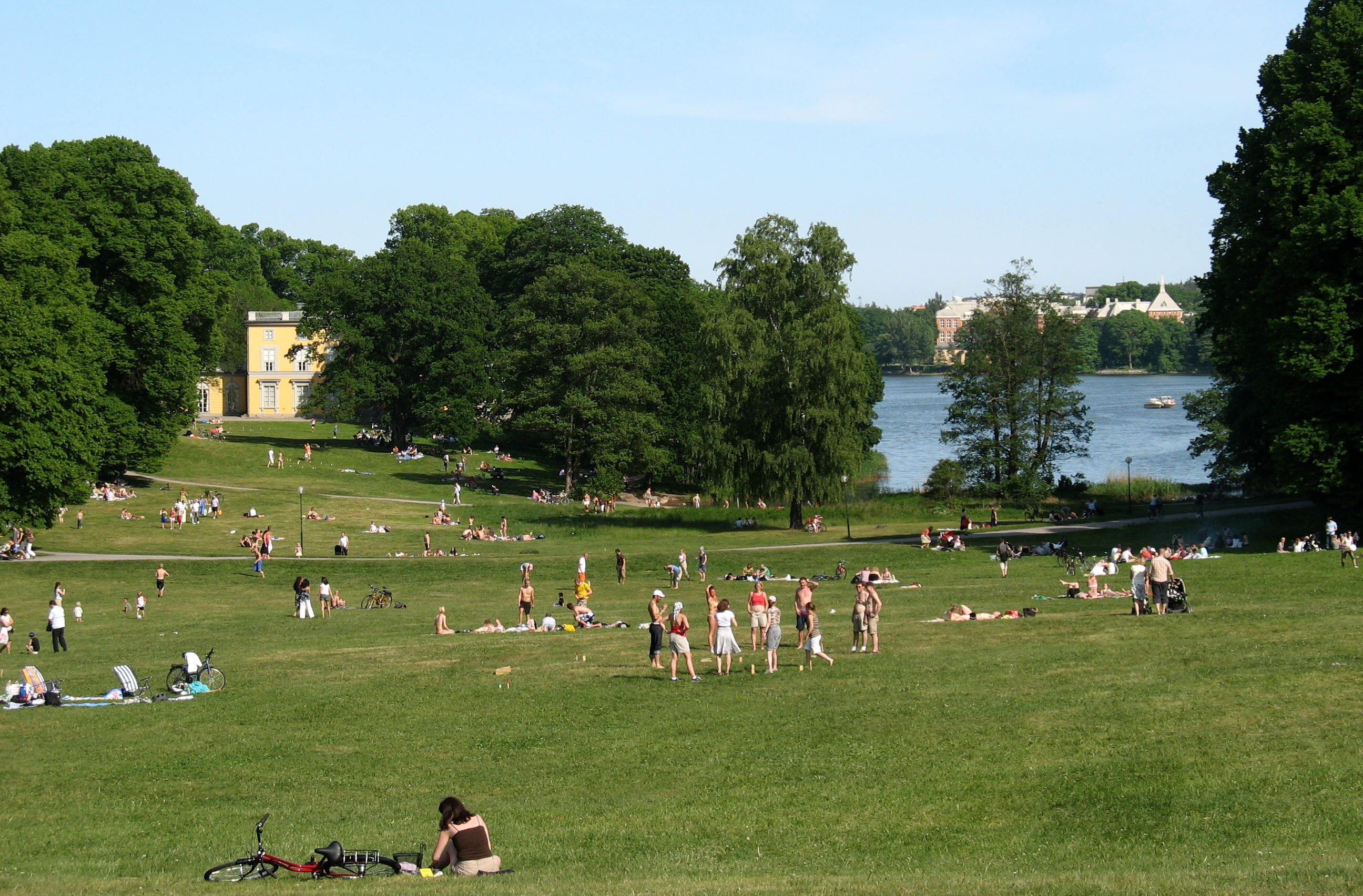

哈加公園（Hagaparken）是瑞典斯德哥爾摩的一個公園，位於斯德哥爾摩北側的索爾納市。這座公園由Fredrik Magnus Piper設計。

## 外部連結
- Sveriges kungahus （页面存档备份，存于）
- Statens fastighetsverk

59°21′40″N 18°02′00″E / 59.36111°N 18.03333°E